# EunB
Go Eun-bi (hangul: 고은비, hanja: 高恩妃; Seúl, 23 de noviembre de 1992-Suwon, Gyeonggi, 3 de septiembre de 2014), conocida por su nombre artístico de EunB, fue una cantante, rapera, compositora y bailarina surcoreana. Fue integrante del grupo femenino Ladies' Code, formado por cinco miembros y bajo la discográfica Polaris Entertainment. Falleció en un accidente de tráfico a los 21 años.

## Biografía

### Primeros años y carrera
Go Eun-bi nació el 23 de noviembre de 1992 en Seúl, Corea del Sur. Asistió a la Hanlim Multi Art School, una escuela secundaria en donde muchos ídolos coreanos frecuentan asistir.Eunb fue un personaje secundario en la película de terror "A Blood Pledge: Broken Promise", después de esto se unió como aprendiz a FNC Entertainment en 2009, donde llegó a estar en la alineación final para debutar en AOA, pero por razones desconocidas dejó la agencia antes del debut del grupo, poco después se unió a Polaris Entertainment. Antes de debutar, estaba emparentada con un trabajador de SBS, Kim Sung-joon. Polaris Entertainment confirmó que EunB y Sung-joon eran parientes.
El 27 de febrero de 2013, fue lanzado un teaser de EunB en la cuenta oficial de Polaris Entertainment en YouTube antes del estreno de Ladies' Code. El grupo debutó con el miniálbum Code#01 Bad Girl, y el mismo día se presentó en el M Countdown.

### Muerte

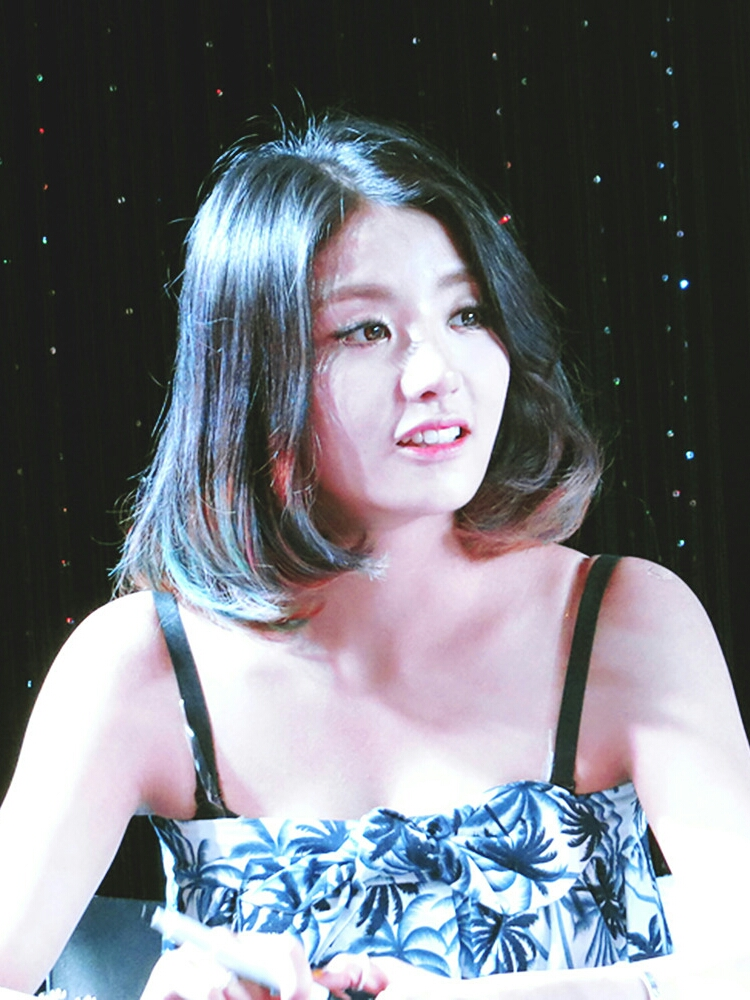
EunB en agosto de 2014, poco antes de su fallecimiento.

El 3 de septiembre de 2014, Ladies' Code estuvo involucrado en un accidente automovilístico. El mánager del grupo, Mr. Park, quien conducía la camioneta, había sobrepasado el exceso de velocidad de conducción 137 km/h (85 mph) en una zona de 100 km/h (62 mph). Las condiciones lluviosas hicieron el camino resbaladizo, que causó que Park perdiera el control del vehículo, la camioneta del grupo resbaló varias veces antes de estrellarse contra un muro de protección en las cercanías del Cruce de Singal en la autopista de Yeongdong.
Se informó que ninguna de las bolsas de aire se desplegaron en el momento del impacto, el cual ocurrió alrededor de las 1:20 a. m. (KST). EunB falleció en el acto. Los otros seis pasajeros fueron llevados al Hospital St. Vicent de la Universidad Católica de Corea, en Suwon. Dos de sus compañeras, Ashley y Zuny, sufrieron de heridas menores, mientras que Sojung y Rise heridas graves y pasaron por cirugías. Sojung logró recuperarse, pero Rise falleció el 7 de septiembre. Park y un estilista también sufrieron lesiones menores.